# Motherland (chanson)
Pour les articles homonymes, voir Motherland.
Singles de Crystal Kay
Can't be Stopped
(2003) Bye My Darling!
(2004)
Motherland est le 14esingle de la chanteuse Crystal Kay sorti sous le label Sony Music Entertainment Japan le 12 mai 2004 au Japon. Il atteint la 9e place au classement de l'Oricon et reste classé dix semaines.
Motherland a été utilisé comme 3e thème de fermeture de l'anime Fullmetal Alchemist. Elle se trouve sur les compilations CK5 et Best of Crystal Kay.

## Liste des titres
| 1. | Motherland                | H.U.B.           | YANAGIMAN                                                          | 4:31 |
| 2. | As It Began               | Natsumi Watanabe | Andreao Heard, Sherrod Barnes, Curtis Richardson, Charlene Gilliam | 3:50 |
| 3. | Motherland (Instrumental) | H.U.B.           | YANAGIMAN                                                          | 4:29 |